# Sulimov (Kroměříž)
Sulimov é uma comuna checa localizada na região de Zlín, distrito de Kroměříž.